# Calle de Claudio Moyano (Valladolid)
La calle de Claudio Moyano es una vía urbana de la ciudad de Valladolid, España.

## Descripción
Aparece descrita en Las calles de Valladolid de Juan Agapito y Revilla de la siguiente manera:

Se llamó antes de Alfareros y era el límite de la segunda muralla, dentro del barrio de Santa María, cuyos detalles se darán al tratar de la calle de este nombre. Como perteneciente al barrio de los moriscos, y allí hubo algunas alfarerías, comprobadas en el siglo XV, tomó nombre la calle de los alfares por el paraje establecidos, algunos de los cuales dieron ocasión para señalar la antigua calle de los Olleros y la de Alcalleres, ya en el siglo XIII citada aquella.

Como ha sido corriente, se la varió de título por el de calle de Claudio Moyano, en sesión del Ayuntamiento de 30 de Enero de 1902, recordando que Don Claudio Moyano y Samaniego se había doctorado de ambos derechos en Valladolid, de que en nuestra Universidad desempeñó la cátedra de Instituciones civiles y al año siguiente la de Economía política, fue capitán de la milicia, Alcalde constitucional de Valladolid en 1841, rector de la Universidad y diputado a Cortes por nuestra provincia. Pocos años después fue nombrado rector de la Universidad de Madrid (1850) y ministro de Fomento, por tres veces, en 1853, con el general Lersundi como presidente; con Narváez, en 1856, y con Arrazola, en 1864.

Había nacido en Bóveda de Toro o Fuente de la Peña (Zamora) el 30 de Octubre de 1809 y falleció en Madrid (donde se le erigió una estatua) el 7 de Marzo de 1890. Su Ley de enseñanza fue su obra de más prestigio, y seguida hasta tiempos muy modernos.